# Patriot (motorfiets)
Patriot is een merk van motorfietsen.
Dit is het eerste Zuid-Afrikaanse motormerk. De Patriot, die in 1994 op de markt kwam, was een echte gebruiksmotor, voorzien van een kleine toerkuip, een eenpersoons zadel en een enorme koffer achterop. De 350 cc viertakt krachtbron kwam van Rotax.
- Het is niet bekend of het merk Patriot nog bestaat.